# 기와버섯
기와버섯(학명: Russula virescens)은 무당버섯속에 속한 담자균의 일종이다.
갓은 하얀 바탕에 녹색 얼룩이 있으며, 갓의 직경은 15 센티미터 정도다. 줄기는 높이 8 센티미터에 굵기 4 센티미터까지 자란다. 먹을 수 있는 버섯이며, 에스파냐와 중국에서 인기가 좋다.
1. ↑  국립생물자원관. “기와버섯”. 《한반도의 생물다양성》. 대한민국 환경부.